# Bazine
Die Bazine ist ein Fluss in Frankreich, der im Département Haute-Vienne in der Region Nouvelle-Aquitaine verläuft. Sie entspringt im Gemeindegebiet von Saint-Pardoux-le-Lac, entwässert im Oberlauf Richtung Südwest durch mehrere kleine Stauseen, dreht dann in nordwestliche Richtung und mündet nach rund 20 Kilometern im Gemeindegebiet von Bellac als rechter Nebenfluss in den Vincou.

## Orte am Fluss
(Reihenfolge in Fließrichtung)
- Saint-Junien-les-Combes
- Bellac